# ハイエナ (お笑いコンビ)
ハイエナは、かつて活動していたお笑いコンビ。一時期コンビ名の表記を「HYENA」としていた。

## メンバー
- 竹岡和範（たけおか かずのり、1975年9月13日 - ）

広島県出身。身長163cm、体重58kg。
『とんねるずのみなさんのおかげでした』（フジテレビ）のコーナー「博士と助手〜細かすぎて伝わらないモノマネ選手権〜」に4回出場し、第12回に優勝。
- 坪井貴成（つぼい たかなり、1975年4月7日 - ）

広島県出身。身長:175.5cm、体重57kg。
西口プロレスではレフリー「ガラ林」として出場している。解散後は劇団「ガラ劇」を主宰。

## 略歴
広島電機大学附属高等学校のレスリング部（竹岡はインターハイ、坪井はインターハイと国体に出場）で知り合い、1999年11月にコンビ結成。当初は地元広島でライブやテレビ出演などをしていた。
その後、上京しプライムに所属。以降は東京を拠点に活動していた。
2011年2月7日のライブをもって解散。解散後、竹岡はピン芸人となり、坪井は役者に転向した。

## 芸風
時事ネタ・毒舌を軸にした漫才。またフリートークなどで、2人の実家が共にスナックを経営していることから、スナックがらみの話題やあるあるネタを披露した。

## 主な出演番組
テレビ
- 爆笑オンエアバトル（NHK） - 戦績0勝4敗、最高265KB
- 草野☆キッド（テレビ朝日）
- SRS（フジテレビ）
- お笑いジェットコースター（東海テレビ）
- ゲームレコードGP（MONDO21）
- Indies A-Go-Go（TOKYO MX）
- みうらじゅん&安斎肇のなまはげ兄弟（EXエンタテインメント）
- 虎の門（テレビ朝日）
- 笑いの金メダル（テレビ朝日）
- KEN-JIN（中国放送）

ラジオ
- 伊集院光 日曜日の秘密基地（TBSラジオ）

インターネット放送
- お笑い××（チョメチョメ）ナイト（あっ!とおどろく放送局）